# Turó del Pla de la Barraca
El Turó del Pla de la Barraca és una muntanya de 1.383 metres que es troba entre els municipis del Brull i de Viladrau, a la comarca d'Osona.